# Гай Скрибоний Курион (претор)
Вижте пояснителната страница за други личности с името Гай Скрибоний Курион.
Гай Скрибоний Курион (на латински: Gaius Scribonius Curio) e политик на Римска република. Произлиза от фамилията Скрибонии.
През 121 пр.н.е. Курион е претор, през годината на убийството на Гай Гракх. Цицерон съобщава, че е много добър оратор.
Баща е на Гай Скрибоний Курион (консул 76 пр.н.е.), който е баща на Гай Скрибоний Курион (народен трибун, † 49 пр.н.е.; втори съпруг на Фулвия).